# Kovatchévtsi (Samokov)
Pour l’article homonyme, voir Kovatchévtsi.
Kovatchévtsi (en bulgare Ковачевци) est un village situé dans l'ouest de la Bulgarie. Il fait partie de la commune de Samokov.

## Géographie
Le village de Kovatchévtsi est situé dans l'ouest de la Bulgarie, à 40 km au sud de la capitale Sofia. Il se trouve à l'extrémité nord-est de la plaine de Samokov, au pied du versant sud-ouest de la montagne Plana. À proximité du village se trouvent les montagnes Vitocha au nord et Vérila à l'ouest.
| 1934  | 1946  | 1956  | 1975  | 1992 | 2001 | 2009 | 2022 |
| ----- | ----- | ----- | ----- | ---- | ---- | ---- | ---- |
| 2 227 | 2 241 | 1 891 | 1 010 | 646  | 619  | 472  | -    |

## Galerie

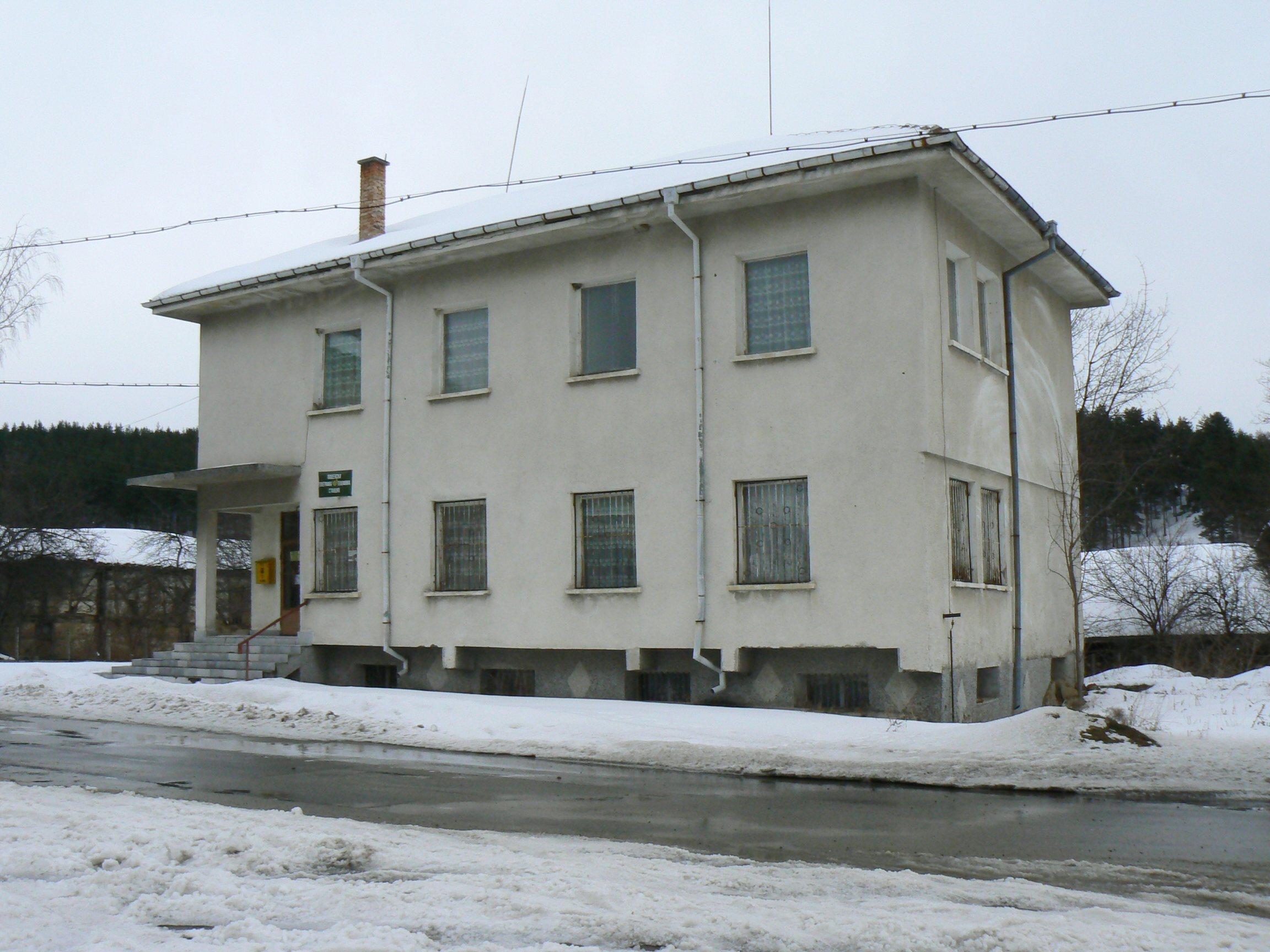
Le bureau de poste
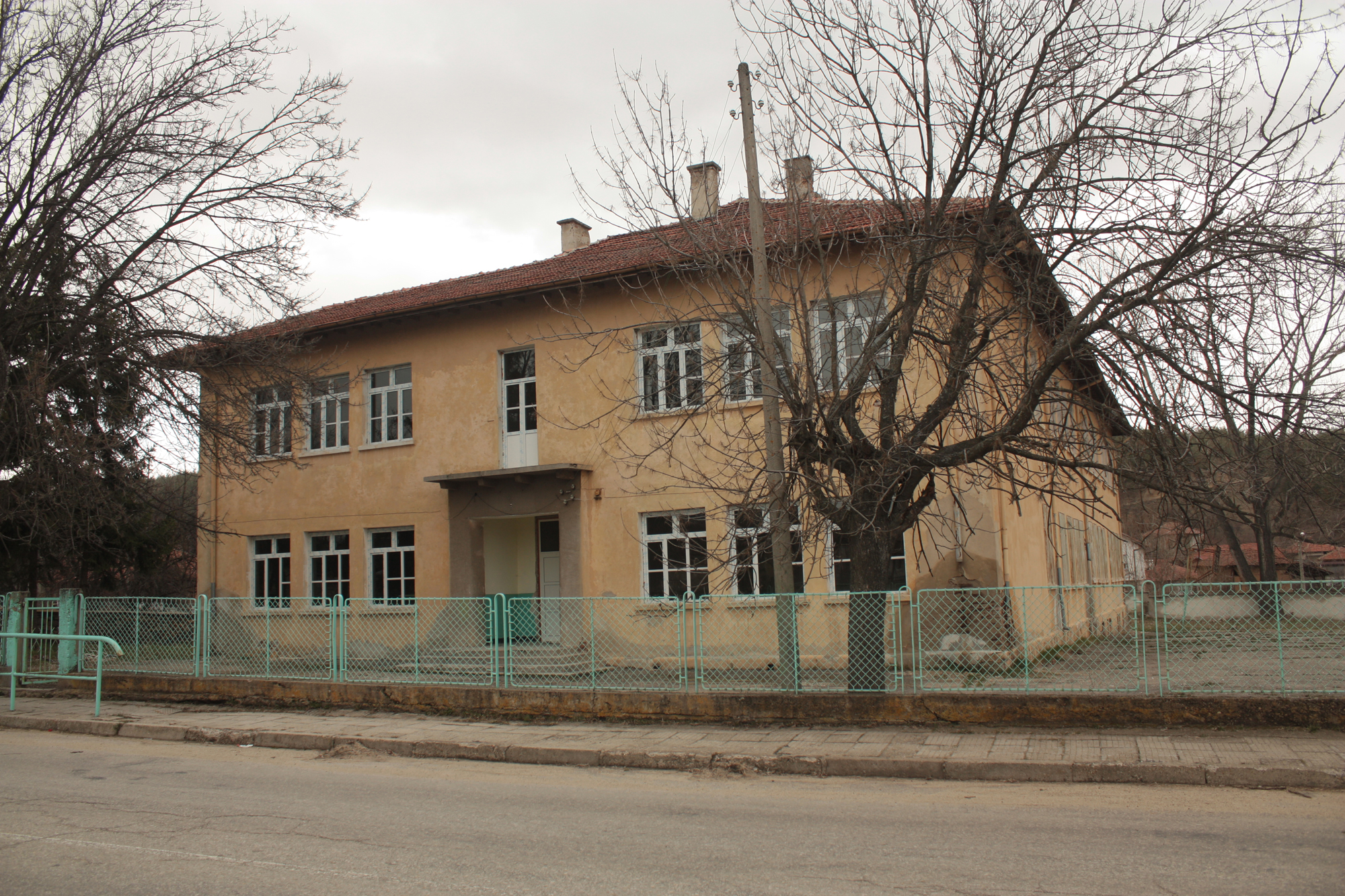
L'école
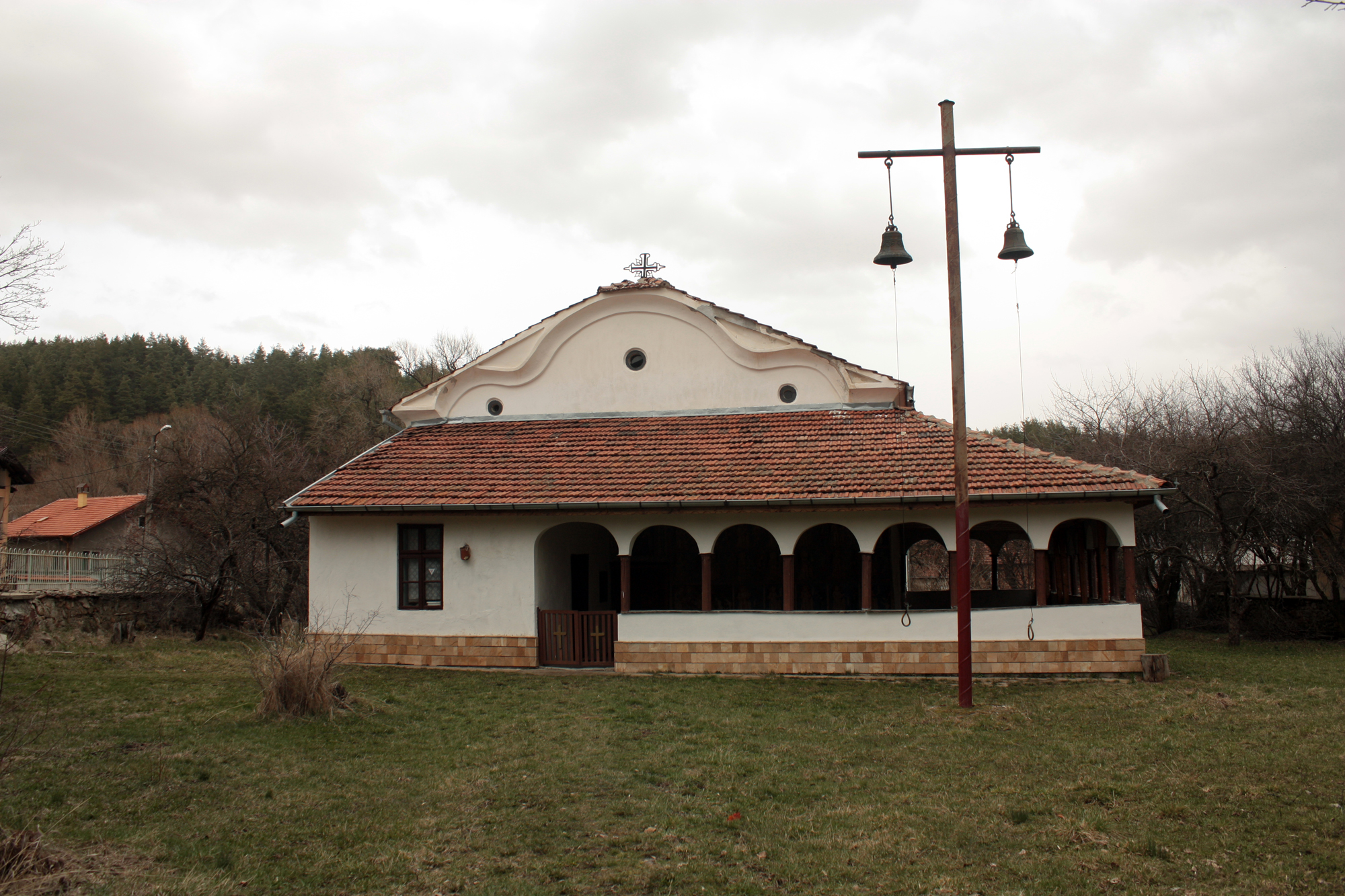
Eglise Saint-Elie